# Futbol'nyj Klub Šachtar Donec'k 2022-2023 (femminile)
Questa voce raccoglie le informazioni riguardanti la squadra femminile dello Shakhtar Donetsk nelle competizioni ufficiali della stagione 2022-2023.

## Maglie e sponsor
Lo sponsor tecnico per la stagione 2022-2023 è Puma.
| Casa | Trasferta | Terza divisa |

## Rosa
| N. |                    | Ruolo | Calciatrice                  |
| -- | ------------------ | ----- | ---------------------------- |
| 1  | Ucraina (bandiera) | P     | Inha Mostova                 |
| 4  | Ucraina (bandiera) | D     | Tetjana Vyšnevs'ka           |
| 6  | Ucraina (bandiera) | D     | Diana Kravčuk                |
| 7  | Ucraina (bandiera) | A     | Nadija Vaheryč               |
| 8  | Ucraina (bandiera) | D     | Ljubov Mochnač               |
| 9  | Ucraina (bandiera) | D     | Oleksandra Krevs'ka          |
| 10 | Ucraina (bandiera) | C     | Viktorija Holovač (capitano) |
| 11 | Ucraina (bandiera) | D     | Jelyzaveta Maslovs'ka        |
| 12 | Ucraina (bandiera) | A     | Olena Manzjuk                |
| 13 | Ucraina (bandiera) | D     | Chrystyna Kozub              |

| N. |                    | Ruolo | Calciatrice          |
| -- | ------------------ | ----- | -------------------- |
| 14 | Ucraina (bandiera) | C     | Alina Staruchina     |
| 17 | Ucraina (bandiera) | D     | Oksana Henyk         |
| 18 | Ucraina (bandiera) | C     | Natalija Čendej      |
| 19 | Ucraina (bandiera) | C     | Jelyzaveta Molodjuk  |
| 20 | Ucraina (bandiera) | C     | Lidija Zaborovec'    |
| 23 | Ucraina (bandiera) | P     | Ljudmyla Ustinova    |
| 44 | Ucraina (bandiera) | D     | Anastasija Astachova |
| 61 | Armenia (bandiera) | P     | Anastasija Klimova   |
| 88 | Ucraina (bandiera) | A     | Julija Semenjuk      |
| 99 | Ucraina (bandiera) | C     | Marija Vykaljuk      |

## Calciomercato

### Sessione estiva
| Acquisti | Acquisti             | Acquisti | Acquisti   |
| R.       | Nome                 | da       | Modalità   |
| -------- | -------------------- | -------- | ---------- |
| P        | Inha Mostova         |          | svincolata |
| P        | Ljudmyla Ustinova    |          | svincolata |
| D        | Anastasija Astachova |          | svincolata |
| D        | Oksana Henyk         |          | svincolata |
| D        | Tetjana Vyšnevs'ka   |          | svincolata |
| C        | Natalija Čendej      |          | svincolata |
| C        | Lidija Zaborovec'    |          | svincolata |
| A        | Julija Semenjuk      | Hayasa   | svincolata |

| Cessioni | Cessioni            | Cessioni | Cessioni   |
| R.       | Nome                | a        | Modalità   |
| -------- | ------------------- | -------- | ---------- |
| P        | Marija Denyščyč     |          | svincolata |
| P        | Viktorija Petrovec' | Kryvbas  | svincolata |
| D        | Anastasija Illina   |          | svincolata |
| D        | Marija Kovb         |          | svincolata |
| C        | Oleksandra Janjeva  |          | svincolata |
| C        | Svitlana Kohut      |          | svincolata |
| C        | Valerija Olchovs'ka |          | svincolata |
| A        | Veronica Cojuhari   |          | svincolata |
| A        | Polina Jančuk       | Kryvbas  | svincolata |

### Sessione invernale
| Acquisti | Acquisti              | Acquisti      | Acquisti   |
| R.       | Nome                  | da            | Modalità   |
| -------- | --------------------- | ------------- | ---------- |
| P        | Anastasija Klimova    | Tomiris-Turan | svincolata |
| D        | Jelyzaveta Maslovs'ka | Benfica       | svincolata |

| Cessioni | Cessioni | Cessioni | Cessioni |
| R.       | Nome     | a        | Modalità |
| -------- | -------- | -------- | -------- |

## Risultati

### Vyšča Liha

#### Girone d'andata
| Arbitro: | Tel'buch |

|  |           |                                               |
|  | Marcatori | 12’, 32’ Kalinina 44’ Korsun 85’, 90’ Kravčuk |

| Arbitro: | Mamčur |

|                     |           |                                     |
| Hiryn 36’ Nevar 75’ | Marcatori | 14’ Manzjuk 48’ Vykaljuk 87’ Čendej |

| Arbitro: | Pryčyna |

|  |           |                                                                        |
|  | Marcatori | 6’ Basans'ka 48’ Jančuk 55’ Sonkeng 57’ (rig.) Ol'chova 81’ Bjeljakova |

| Arbitro: | Usova |

|  |           |                           |
|  | Marcatori | 41’ Vykaljuk 56’ Molodjuk |

| Arbitro: | Dubykivs'kyj |

|                                 |           |  |
| Molodjuk 59’, 72’ Holovač 90+1’ | Marcatori |  |

| Arbitro: | Dubykivs'kyj |

|  |           |                                                                                   |
|  | Marcatori | 22’ (rig.) Veheryč 32’ Mochnač 36’, 38’, 55’ Krevs'ka 59’ Zaborovec' 63’ Molodjuk |

| Arbitro: | Usova |

|             |           |                 |
| Holovač 16’ | Marcatori | 10’, 58’ Kunina |

| Arbitro: | Suponina |

|  |           |                                                                                                |
|  | Marcatori | 8’, 20’, 24’ Holovač 16’ Vykaljuk 48’, 64’ Mochnač 50’ Čendej 57’ Kozub 63’, 69’, 74’ Krevs'ka |

| Arbitro: | Pryčyna |

|                                      |           |             |
| Mochnač 32’ Holovač 78’ Molodjuk 80’ | Marcatori | 62’ Nezdjur |

| Arbitro: | Kozoroh |

|                          |           |               |
| Holovač 62’ Molodjuk 63’ | Marcatori | 90+3’ Dolbina |

| Arbitro: | Pryčyna |

|  |           |               |
|  | Marcatori | 45+2’ Holovač |

#### Girone di ritorno
| Arbitro: | Kozoroh |

|                         |           |  |
| Kalinina 2’ Kravčuk 73’ | Marcatori |  |

| Arbitro: | Sadovyj |

|                                                   |           |                  |
| Henyk 34’ Holovač 36’, 46’, 48’ Molodjuk 63’, 71’ | Marcatori | 74’ (aut.) Kozub |

| Arbitro: | Bohatyr |

|                                                     |           |  |
| Semkiv 52’ Tjan 57’, 66’ Vasans'ka 72’ Kočnjeva 87’ | Marcatori |  |

| Arbitro: | Ruda |

|                              |           |  |
| Holovač 61’ Novak 71’ (aut.) | Marcatori |  |

| Arbitro: | Usova |

|  |           |                                                             |
|  | Marcatori | 14’, 57’, 70’ Molodjuk 15’ Vykaljuk 24’ Semenjuk 73’ Čendej |

| Arbitro: | Makarenko |

|                                                                             |           |            |
| Molodjuk 7’, 76’ Vykaljuk 33’, 53’, 90’ Krevs'ka 56’ Čendej 68’ Holovač 87’ | Marcatori | 3’ Bilokur |

| Arbitro: | Fedan |

|  |           |                     |
|  | Marcatori | 66’, 90+3’ Molodjuk |

| Arbitro: | Usova |

|                                                               |           |  |
| Čendej 3’ Holovač 4’, 90’ Molodjuk 26’, 72’ Semenjuk 44’, 54’ | Marcatori |  |

| Arbitro: | Fajda |

|  |           |                                                       |
|  | Marcatori | 45+1’ Molodjuk 62’ Henyk 76’, 84’ Holovač 90’ Mochnač |

| Arbitro: | Vojevoda |

|  |           |                                                                |
|  | Marcatori | 6’ (rig.) Veheryč 33’ Holovač 45+1’, 66’ Molodjuk 59’ Semenjuk |

| Arbitro: | Decjuk |

|  |           |                             |
|  | Marcatori | 22’ Kup"jak 41’ Majborodina |

## Statistiche

### Statistiche di squadra
| Competizione | Punti | In casa | In casa | In casa | In casa | In casa | In casa | In trasferta | In trasferta | In trasferta | In trasferta | In trasferta | In trasferta | Totale | Totale | Totale | Totale | Totale | Totale | DR  |
| Competizione | Punti | G       | V       | N       | P       | Gf      | Gs      | G            | V            | N            | P            | Gf           | Gs           | G      | V      | N      | P      | Gf     | Gs     | DR  |
| ------------ | ----- | ------- | ------- | ------- | ------- | ------- | ------- | ------------ | ------------ | ------------ | ------------ | ------------ | ------------ | ------ | ------ | ------ | ------ | ------ | ------ | --- |
| Vyšča Liha   | 48    | 11      | 7       | 0       | 4       | 32      | 18      | 11           | 9            | 0            | 2            | 42           | 9            | 22     | 16     | 0      | 6      | 74     | 27     | +47 |

### Andamento in campionato
| Giornata  | 1  | 2 | 3 | 4 | 5 | 6 | 7 | 8 | 9 | 10 | 11 | 12 | 13 | 14 | 15 | 16 | 17 | 18 | 19 | 20 | 21 | 22 |
| --------- | -- | - | - | - | - | - | - | - | - | -- | -- | -- | -- | -- | -- | -- | -- | -- | -- | -- | -- | -- |
| Luogo     | C  | T | C | T | C | T | C | T | C | C  | T  | T  | C  | T  | C  | T  | C  | T  | C  | T  | T  | C  |
| Risultato | P  | V | P | V | V | V | P | V | V | V  | V  | P  | V  | P  | V  | V  | V  | V  | V  | V  | V  | P  |
| Posizione | 10 | 5 | 7 | 7 | 3 | 4 | 5 | 4 | 4 | 4  | 3  | 3  | 3  | 3  | 3  | 3  | 3  | 3  | 3  | 3  | 3  | 4  |

Legenda:

Luogo: C = Casa; T = Trasferta. Risultato: V = Vittoria; N = Pareggio; P = Sconfitta.

### Statistiche delle giocatrici
Sono in corsivo i calciatori che hanno lasciato la società a stagione in corso.
| Giocatore     | Vyšča Liha | Vyšča Liha | Vyšča Liha  | Vyšča Liha |
| Giocatore     | Presenze   | Reti       | Ammonizioni | Espulsioni |
| ------------- | ---------- | ---------- | ----------- | ---------- |
| A. Astachova  | 9          | 0          | 1           | 0          |
| N. Čendej     | 20         | 5          | 2           | 0          |
| O. Henyk      | 21         | 2          | 5           | 0          |
| V. Holovač    | 22         | 18         | 2           | 0          |
| A. Klimova    | 7          | -10        | 0           | 0          |
| K. Kozub      | 21         | 1          | 0           | 0          |
| K. Krevs'ka   | 21         | 7          | 5           | 0          |
| D. Kravčuk    | 21         | 0          | 1           | 0          |
| O. Manzjuk    | 3          | 1          | 0           | 0          |
| E. Maslovs'ka | 4          | 0          | 0           | 0          |
| L. Mochnač    | 21         | 5          | 0           | 0          |
| J. Molodjuk   | 20         | 20         | 3           | 1          |
| I. Mostova    | 9          | -14        | 0           | 0          |
| J. Semenjuk   | 9          | 4          | 0           | 0          |
| A. Staruchina | 10         | 0          | 1           | 0          |
| L. Ustinova   | 7          | -3         | 0           | 0          |
| N. Veheryč    | 21         | 2          | 1           | 0          |
| M. Vykaljuk   | 21         | 7          | 4           | 0          |
| T. Vyšnevs'ka | 10         | 0          | 0           | 0          |
| L. Zaborovec' | 21         | 1          | 2           | 0          |